# Emma Wiklund

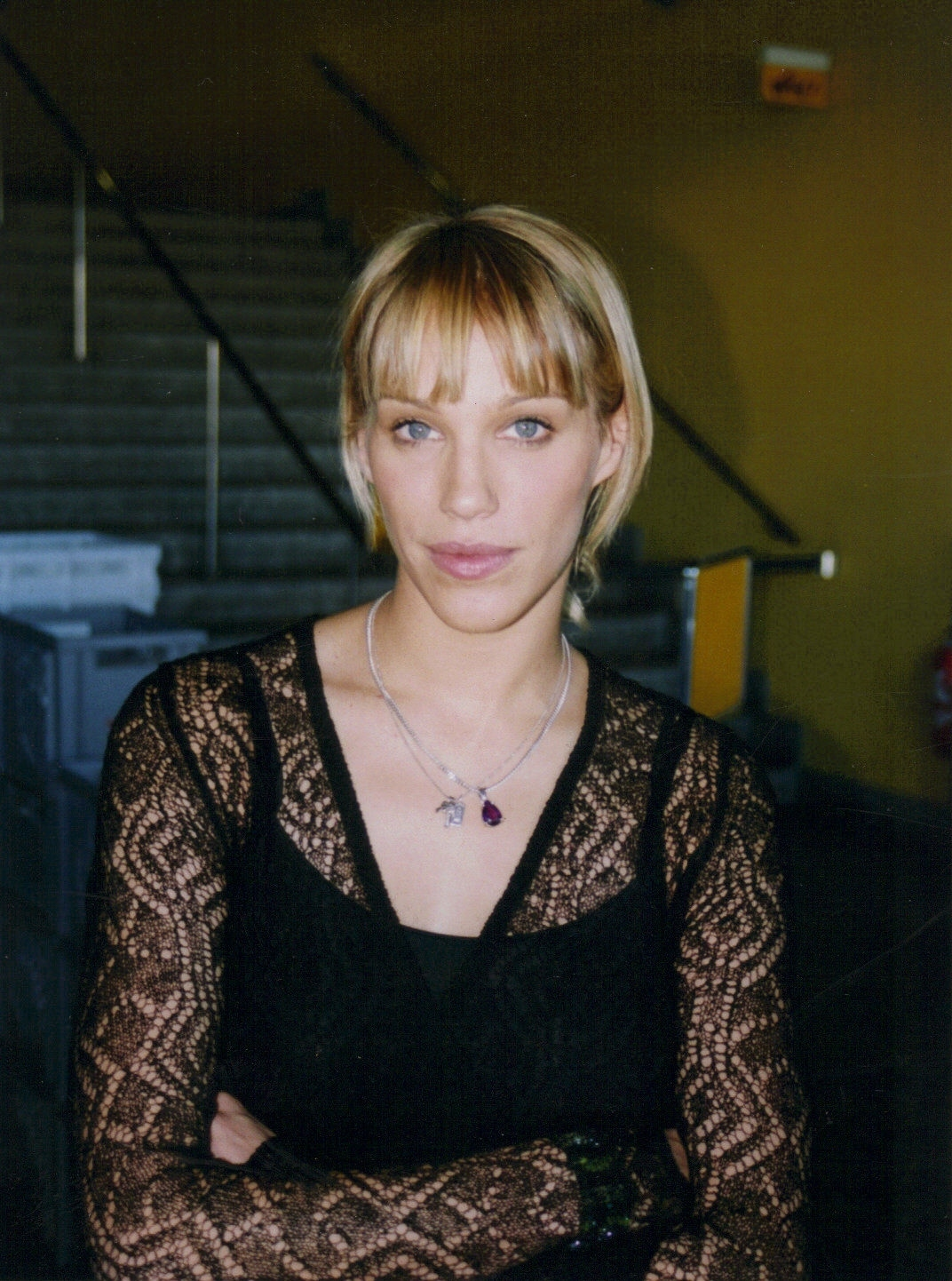
Emma Wiklund (2002)

Emma Wiklund (* 13. September 1968 in Stockholm als Emma Sjöberg) ist eine schwedische Schauspielerin.
Wiklund hat mit einer Körpergröße von 1,77 Metern früher als Model für Thierry Mugler, Christian Lacroix und Jeanne Lanvin gearbeitet. Bekanntheit erreichte sie durch das Musikvideo Too Funky von George Michael und durch ihre Rolle als Petra in den Taxi-Filmen, an denen Luc Besson jeweils als Drehbuchautor und Produzent seinen Anteil hatte. 
Wiklund hat zwei Kinder und ist seit 2003 mit dem Filmkritiker Hans Wiklund verheiratet. Sie spricht fließend Deutsch.

## Filmografie
- 1992: Too Funky (George Michael Musik-Video)
- 1992: Inferno (TV)
- 1995: Inferno
- 1995: Lotta (schwedische TV-Serie)
- 1996: Catwalk (Dokumentation)
- 1998: Sen kväll med Luuk (schwedische TV-Serie)
- 1998: Taxi
- 1999: Simon Sez
- 2000: Taxi Taxi
- 2000: Petite Copine
- 2003: Taxi 3
- 2007: Taxi 4